# Villars-le-Pautel
Villars-le-Pautel è un comune francese di 154 abitanti situato nel dipartimento dell'Alta Saona nella regione della Borgogna-Franca Contea.

## Società

### Evoluzione demografica
Abitanti censiti